# TRANS RECORDS
TRANS RECORDS(トランスレコード)とは、かつて日本に存在したインディーズレーベル。

## 概要
- 『FOOL'S MATE』の初代編集長であるYBO2の北村昌士によって1980年代前半に設立された[1]。1980年代後半のインディーズシーンにおいて、ナゴムレコードやキャプテンレコードと共にサブカルチャーの一端を担っていた。
- また、TRANS RECORDS所属のアーティストやバンドのおっかけをするファンが存在し、そういったファン達は「トランスギャル」と呼ばれていた。
- TRANS RECORDS閉鎖後は、後身レーベルであるSSE COMMUNICATIONSが設立された。

## 代表的な所属アーティスト
- YBO2
- Z.O.A
- ASYLUM
- SODOM (現・THE SODOM PROJECT)
- BARDO THÖDOL
- CANIS LUPUS
- ILL BONE
- RUINS
- KOKUSHOKU ELEGY
- GENKAKU-MIME
- ZEITLICH VERGELTER
- ボアダムス
- THE GEROGERIGEGEGE
- 餓鬼道
- LIBIDO
- JOY (EXCUTE～GASTUNKのBAKIと川上慧二郎のユニット)